# Borotiam Village
Borotiam Village är en ort i Kiribati.   Den ligger i örådet Abaiang och ögruppen Gilbertöarna, i den norra delen av landet, 60 km norr om huvudstaden Tarawa. Borotiam Village ligger 12 meter över havet och antalet invånare är 338.
Terrängen runt Borotiam Village är mycket platt.  Närmaste större samhälle är Tuarabu Village, 13,2 km sydost om Borotiam Village. 